# 成瀬正順
成瀬 正順（なるせ まさより、文化4年（1807年） - 慶応4年1月23日（1868年2月16日））は、幕末の尾張藩士。通称は加兵衛。林伊右衛門の次男。成瀬弥次衛門の養子となる。成瀬正成の弟正武の子孫。
支藩の美濃高須藩に出向して同藩の家老となる。安政の大獄で尾張藩主徳川慶恕が隠居謹慎して高須藩主松平義比が徳川茂徳と改名し尾張藩主に就任すると、正順も本藩勤務に戻り、用人、寺社奉行などを歴任した後に隠居する。
当時、犬山成瀬とは微妙な関係にあったのか、佐幕派のふいご党に近い竹腰派に属していたと言われ、慶応4年（1868年）1月23日に青松葉事件で斬首に処された。
正順の生家の林家に養子に入っていた次男の林信政も同様に斬首され、正順の孫娘茂子と婿養子の光太郎は家名断絶の上、お預けとなった。